# موريتو سوغانوما

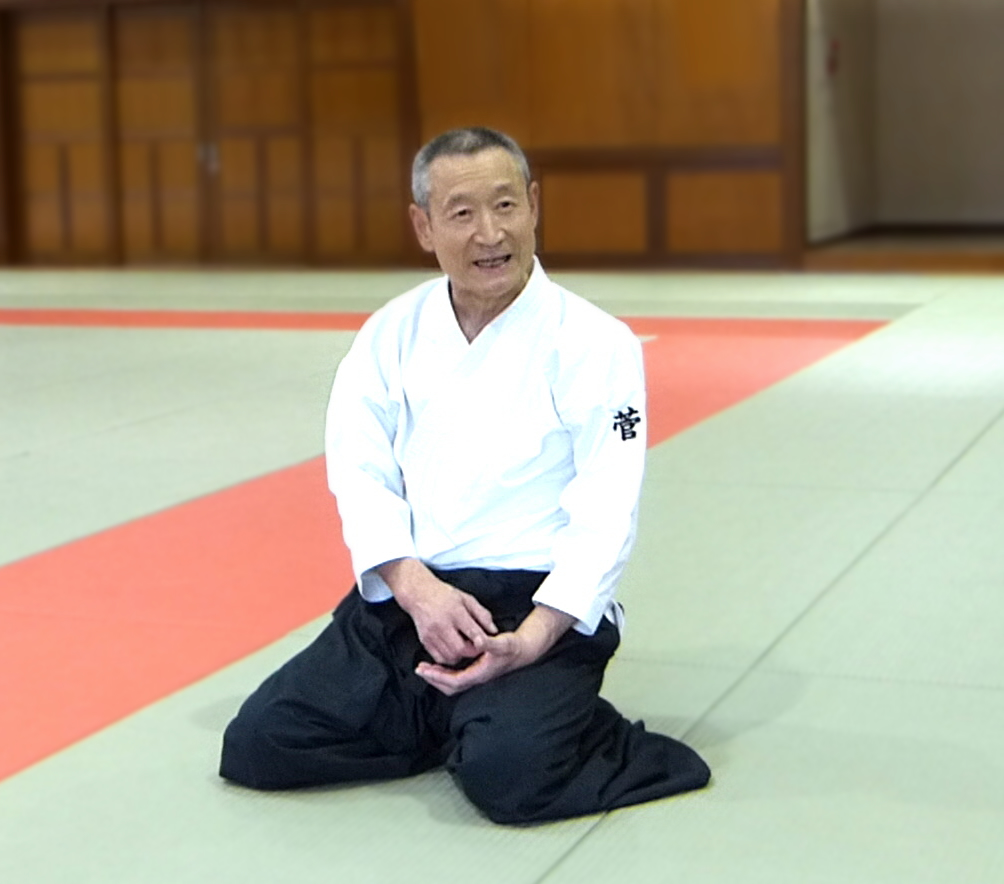
2011 07 30 takasago suganuma morito

موريتو سوغانوما. (بالإنجليزية: Morito Suganuma)، (ولد في 27 يوليو 1942) هو معلم الآيكيدو الياباني حاصل على 8 دان من الأيكيكاي.
ولد في فوكوشيما، اليابان، أول إتصال له مع الإيكيدو كان في عام 1963 في جامعة آسيا في طوكيو،
حيث تتبع قسم يَدرس مع نوبويوشي تامورا. وفي العام التالي، تامورا عرضه على الأيكيكاي هومبو دوجو، حيث بدأ التدريب باجتهاد تحت موريهيه أويشيبا، كيشوماري أيوشيبا وغيرهم من المدربين البارزين في الأيكيكاي هومبو دوجو. أصبح أوتشي ديشى (uchi deshi) في عام 1967 بعد تخرجه من الجامعة.
في 19 نيسان عام 1970، بعد وقت قصير من وفاة موريهيه أويشيبا، اُرسِل سوغانوما إلى فوكوكا التي أسسها كيشوماري أيوشيبا كمُمثِّل للأيكيكاي في كيوشو. وهو مؤسس دوجو شو (dojocho) للأيكيدو شوهايجوكو دوجو (Shoheijuku Dojo) التي يحتوي الآن على نحو 70 دوجو و 4,000 طالب وطالبة.

## روابط خارجية
- Shohei Juku Aikido website - Japanese
- Shohei Juku Aikido website - English
- Shohei Juku Aikido Canada
- Vancouver Aikido page
- Photos and video from Beijing University seminar
- aikiweb.com Image Gallery
- 2009 Yokomen-uchi Irimi-nage video على يوتيوب
- Dutch branch Shoheijuku: Aikido Itokan Organisation